# Atta
Pour les articles homonymes, voir Atta (homonymie).
Genre
Atta est un genre de fourmis champignonnistes, de la tribu des Attini.

## Fourmis champignonnistes
Les fourmis champignonnistes ou fourmis coupe-feuille sont représentées principalement par le genre Atta et le genre Acromyrmex. Elles sont très abondantes en Amazonie mais également dans les forêts humides de l'extrême sud des États-Unis, même dans les régions semi-désertiques comme en Arizona, Texas, Nouveau-Mexique, le Mexique, et l'Amérique centrale jusqu'au nord de l'Argentine et de l'Uruguay, en passant par les Antilles. Elles jouent dans ces régions un rôle écologique et dans certains cas un rôle économique très important en défoliant les arbres fruitiers et les cultures.

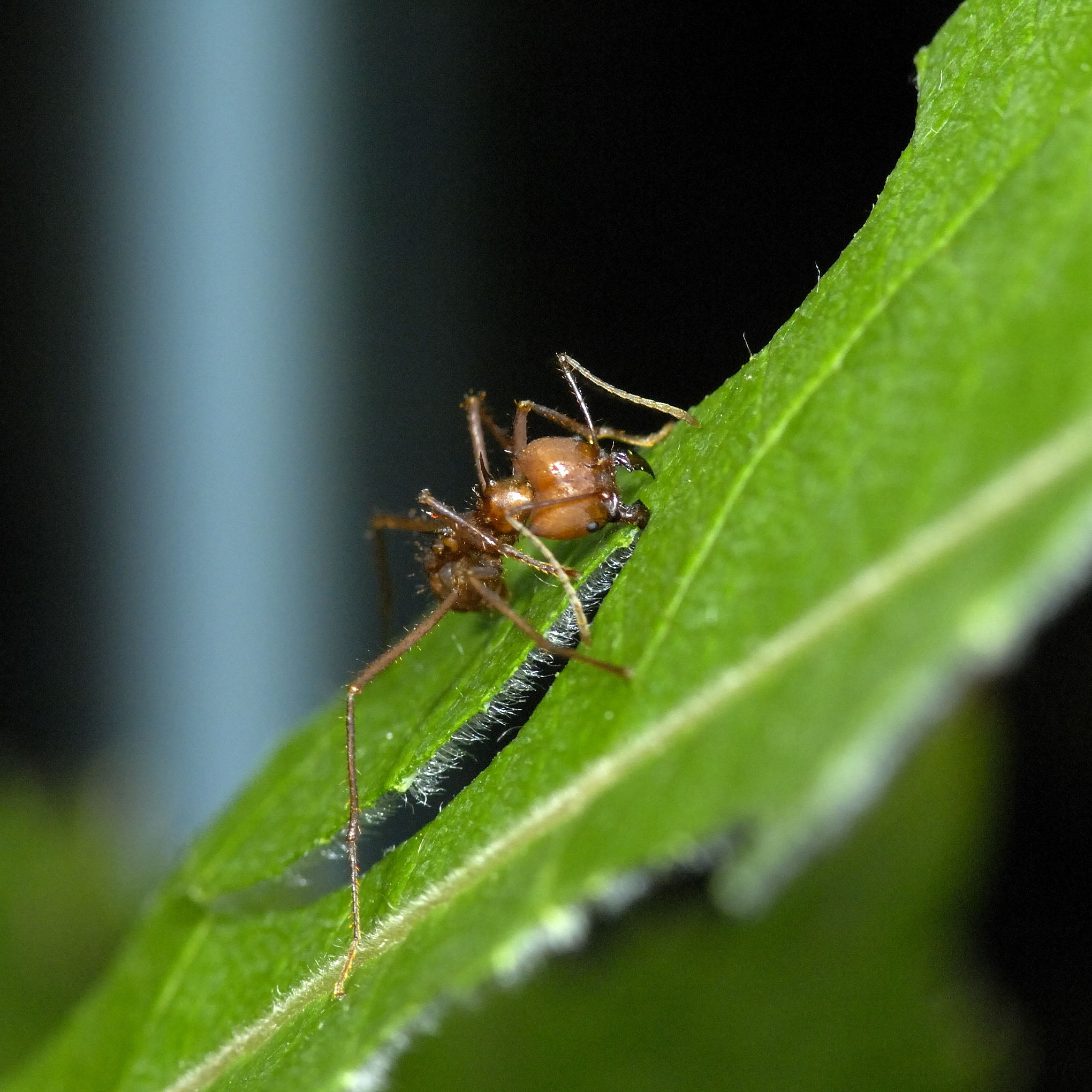
Ouvrière Atta en train de découper une feuille

Ces fourmis, sont le plus souvent appelées « fourmis-manioc » (Guyane), « fourmis champignonnistes » ou encore « fourmis parasol », « fourmis surfeuses », ce sont des « coupeuses de feuilles ». Elles sont caractérisées par de puissantes et tranchantes mandibules capables même de trancher, à la manière de cisailles, les feuilles les plus coriaces et épaisses de certaines plantes. La tribu des Attini dont font partie les Atta compte 12 genres et plus de 190 espèces réparties dans le Nouveau Monde.

### À la recherche de nourriture
Les fourmis champignonnistes ne se nourrissent pas des feuilles, brindilles et fleurs qu'elles récoltent et transportent dans leur nid, mais cette matière végétale récoltée sert de support organique nécessaire au champignon dont elles se nourrissent. Les fourmis Atta utilisent pour cultiver celui-ci diverses variétés d'arbres, de fleurs et de plantes. Elles sont très sélectives et n'acceptent pas tous les végétaux. Aussi, elles ont pour habitude de défolier une essence d'arbres ou de plantes pour un certain temps et ensuite refuser radicalement cette même essence pendant des semaines pour une autre essence et ainsi de suite. « Ce qui donne des problèmes en captivité car une bonne variété de plantes est nécessaire »[réf. souhaitée]. Ce phénomène de diversification sélective évite ainsi de surexploiter et de mettre en péril les espèces végétales qu'elles utilisent. Elles peuvent découper les feuilles d'arbres sains ou d'arbres tombé au sol. Lorsqu'un grand arbre s'effondre sur lui-même, ce qui arrive occasionnellement en début de saison des pluies alors que les branches couvertes d'épiphytes se chargent du poids de l'eau de pluie, ces fourmis accourent en colonnes denses. Parfois en 12 à 48 heures, elles défolient entièrement l'arbre. Ces feuilles découpées en morceaux sont transportées dans la fourmilière où elles sont découpées en morceaux plus petits, qui, serviront de support aux cultures d'un champignon, Leucoagaricus gongylophorus, dont le mycélium est une des nourritures de la colonie de ces fourmis. 
Le développement de cette culture de champignon a fait naître une association étroite appelée symbiose, bénéfique à la fois aux fourmis et aux champignons: les champignons profitent de cette relation en étant protégés des parasites et des prédateurs; quant aux fourmis Atta, elles nourrissent leurs larves avec ce champignon. Elles peuvent aussi assimiler les enzymes du champignon. Ces protéines leur permettent de digérer la substance organique qui constitue la membrane des plantes, la cellulose.

Cependant, la culture des champignons par ces fourmis est sensible aux parasites; dans ce cas, il s'agit d'un champignon parasite. Pour y remédier, les fourmis Atta utilisent des antibiotiques : elles se recouvrent d’une substance blanche composée d’une bactérie du genre Streptomyces, qui produit un antibiotique contre ce parasite .

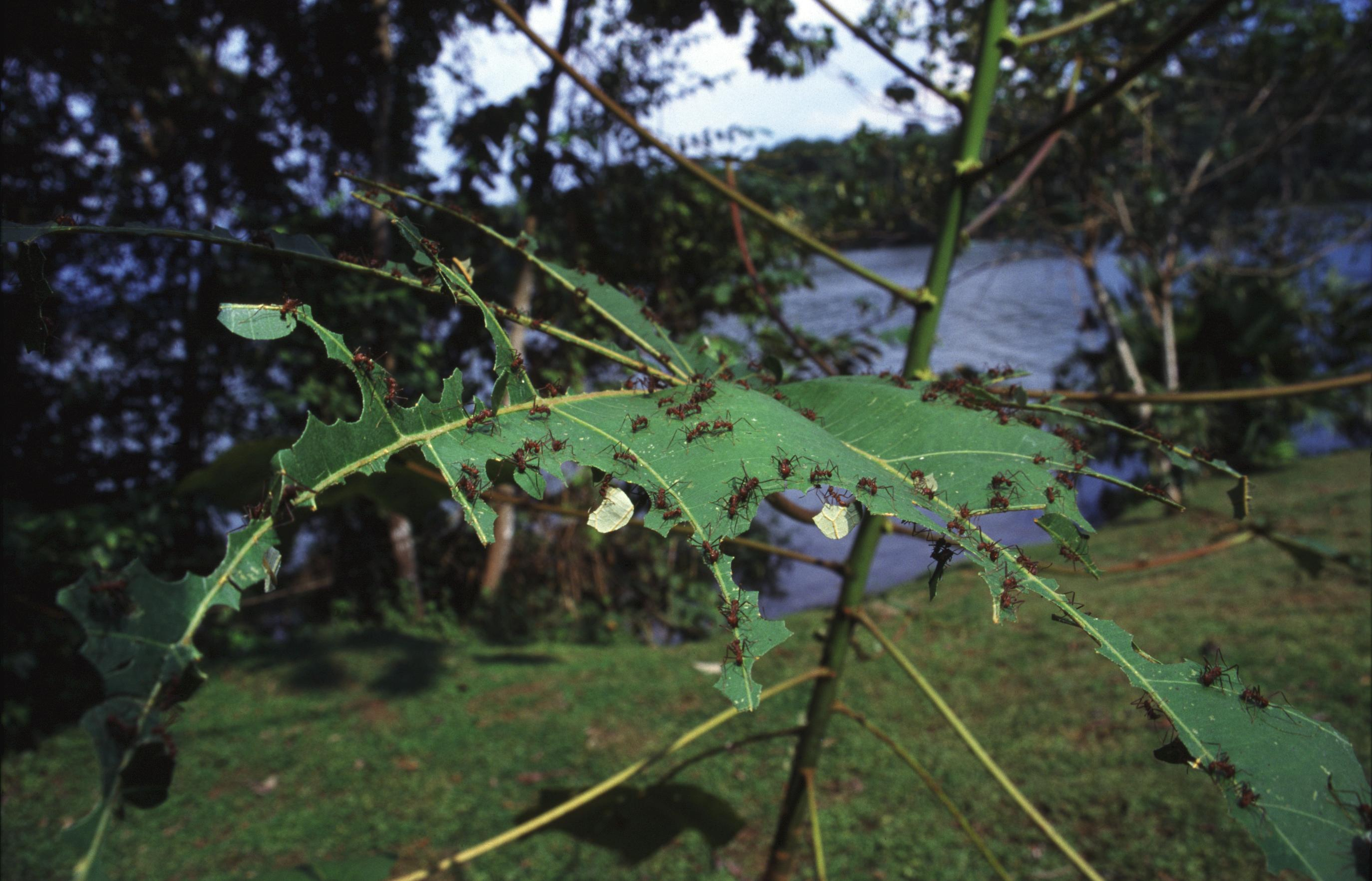
défoliation par les Atta

### Impacts économiques
Les impacts économiques des fourmis champignonnistes sur les cultures sont grands. Dans plusieurs régions, ces fourmis sont considérées comme nuisibles. En effet les fourmis coupeuses de feuilles sont, de loin, les herbivores les plus dominants dans la région néotropicale, elles dépassent de beaucoup l'exploitation de la végétation par les mammifères et  l'ensemble des autres insectes. Les premiers colonisateurs portugais en Amérique du Sud disaient que le Brésil était le « Royaume des fourmis » (1587).
Les fourmis Atta sont également en compétition avec les Gauchos dans la Pampa d'Argentine. Ainsi régulièrement les Gauchos mettent le feu aux herbes sèches. Comme toutes les fourmis, les Atta étant insensibles au feu et ne voyant pas le danger, elles continuent à travailler jusqu'à brûler vives.

## Les castes

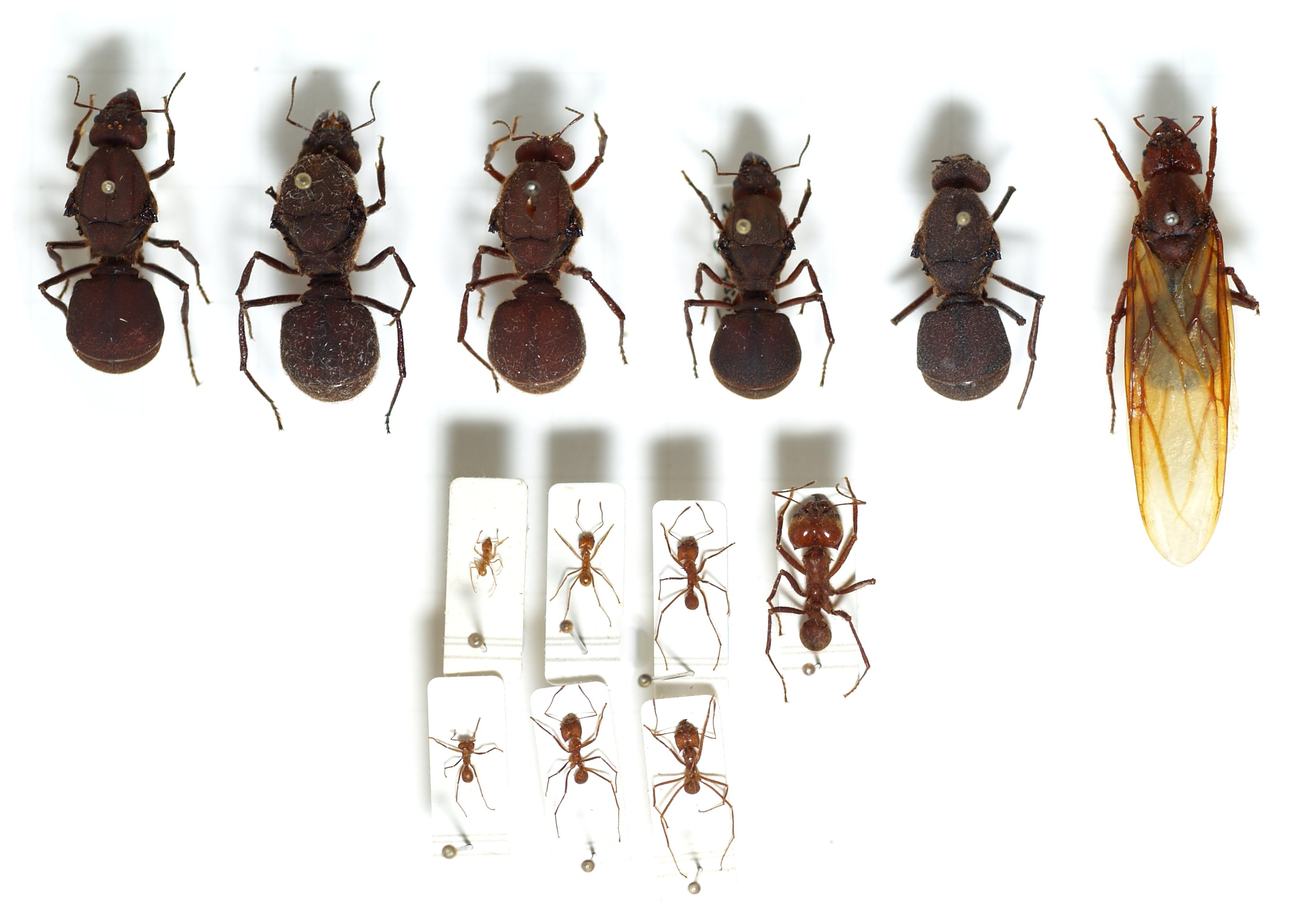
Les castes chez Atta cephalotes

La fourmilière est constituée exclusivement de femelles, soit les ouvrières non fécondes divisées en castes « les minor, media et major ou soldats » et de la reine. Les mâles ou « princes », ne sont conçus qu'une fois par année avec les nouvelles reines, pour l'essaimage, « c'est-à-dire la fondation de nouvelles colonies » et meurent immédiatement après l'accouplement.
Les soldats apparaissent peu après la fondation de la nouvelle colonie, quand celle-ci atteint quelques centaines d'ouvrières. Ils sont 300 fois plus lourds que les fourmis qui cultivent le champignon appelées « minima », elles-mêmes beaucoup plus petites que les ouvrières. Les soldats ou soldates puisque ce sont toutes des femelles, comptent pour environ 2 pour cent de la colonie, chez certaines espèces cela peut aller jusqu'à cinq pour cent. Ces dernières ainsi que les ouvrières sont munies de puissantes mandibules acérées, qui peuvent facilement trancher le feuillage coriace de certains végétaux et même le cuir et la peau humaine.
Sur la photo de droite on peut voir les castes chez Atta cephalotes ; dans la rangée du haut il y a six reines dont une a encore ses ailes. Sur paillettes de gauche à droite, les deux premières sont des « minima », ensuite quatre « intermedia » de diverses grosseurs et un « soldat ». Les « princes », qui ne sont pas représentés sur la figure, ont le même aspect que les reines, mais sont de taille plus petite.

### La vie de la reine
Une reine peut vivre 15, 20, 40 ans, et pondre, estime-t-on, jusqu'à 150 millions d'œufs. La reine est fécondée en vol jusqu'à plus d'une trentaine de mètres, l'après-midi ou de nuit (selon les espèces), par plusieurs mâles. Il est très impressionnant de voir des milliers de princes et princesses se masser et voleter frénétiquement autour des lumières près des bâtiments. Les individus qui sont attirés ainsi meurent en seulement quelques heures d'épuisement et jonchent littéralement le sol comme un immense tapis.
Le taux de mortalité est extrêmement élevé chez les nouvelles reines. Au Brésil, l'on a observé que sur 13 300 fondations de colonies d' Atta capiguara, seulement une douzaine avaient survécu après trois mois. À nouveau, sur un départ de 3 558 nouvelles colonies d' Atta sexdens rubropilosa, seulement 90 ou 2,5 pour cent étaient encore en vie après trois mois.
Il faut bien comprendre que la survie de la colonie est tributaire de l'énergie, de la fécondité et de l'efficacité de la reine. La réussite est conditionnée à un grand nombre de facteurs, depuis sa naissance, la qualité du champignon mis dans son jabot, l'essaimage et l'accouplement, la température extérieure, les nombreux prédateurs, la découverte rapide d'un bon endroit pour la future colonie, l'amorce du champignon et la viabilité de celui-ci. Les avaries comme la pluie qui peut défaire le sol et noyer la loge. Voilà tout un tas de facteurs qui expliquent en partie le taux très bas de réussite.

## La formation d'une colonie

### La fondation
La nouvelle reine fécondée, une fois rendue au sol, se libère de ses ailes par autotomie, ensuite, elle cherche un endroit approprié pour fonder sa colonie. Le plus souvent elle se creusera une petite loge dans la terre et choisira en particulier de s'installer près de petites racines d'arbres desquelles elle pourra tirer la matière organique pour cultiver son champignon. La nouvelle reine, avant de partir du nid, a emporté dans son jabot une minuscule portion du champignon original. C'est à partir de cet échantillon qu'elle va cultiver une première chambre à champignon.

### La première chambre

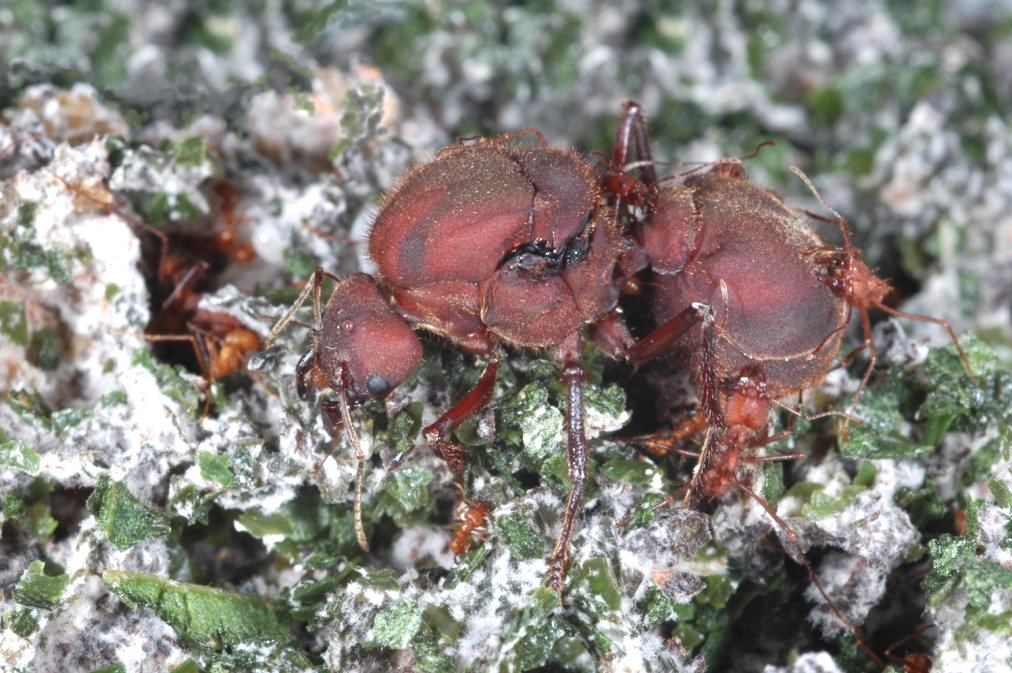
Atta mexicana - reine avec des ouvrières

La loge, d'abord toute petite de la grosseur d'une pièce de monnaie, la reine y entreprend son long labeur, la fondation de sa colonie. Elle régurgite son champignon « amorce » et l'imbibe de gouttelettes de déjections fécales comme substance fertilisante. Elle y incorpore de minuscules morceaux de matières organiques provenant de racines et radicelles. Le champignon, grâce à ses soins, va croître jusqu'à quelques centimètres. Dès que celui-ci est bien implanté, elle pond quelques œufs, jusqu'à une vingtaine pour commencer. Durant tout le temps où elle cultive le champignon et élève ses œufs, la reine ne se nourrira pas. Elle nourrit ses quelques larves avec le champignon jusqu'à leur maturité. Les nouvelles ouvrières nées prendront le relais pour les soins du champignon et des nouveaux œufs et larves. Les nouvelles ouvrières ne sortent pas tout de suite à l'extérieur, en fait elles prendront quelques jours, voire une semaine ou deux pour cela. Elles creusent ensuite une ouverture et partent en exploration du territoire. Travailleuses acharnées, les fourmis rapportent morceaux de feuilles, de fleurs, brindille et tiges pour leur culture. Tranquillement la colonie grossit, de même que le champignon. La taille de la colonie sera toujours en proportion avec la capacité du champignon à fournir la précieuse nourriture. La taille de la chambre est elle aussi proportionnelle à la grosseur du champignon, ne laissant toujours qu'un mince espace entre les parois de la chambre et la surface du champignon. Au fur et à mesure que celui-ci grossit, elles excavent le sol tout autour. Quand le champignon a atteint une taille suffisante, les fourmis creusent alors une deuxième chambre.

### Explosion de la colonie

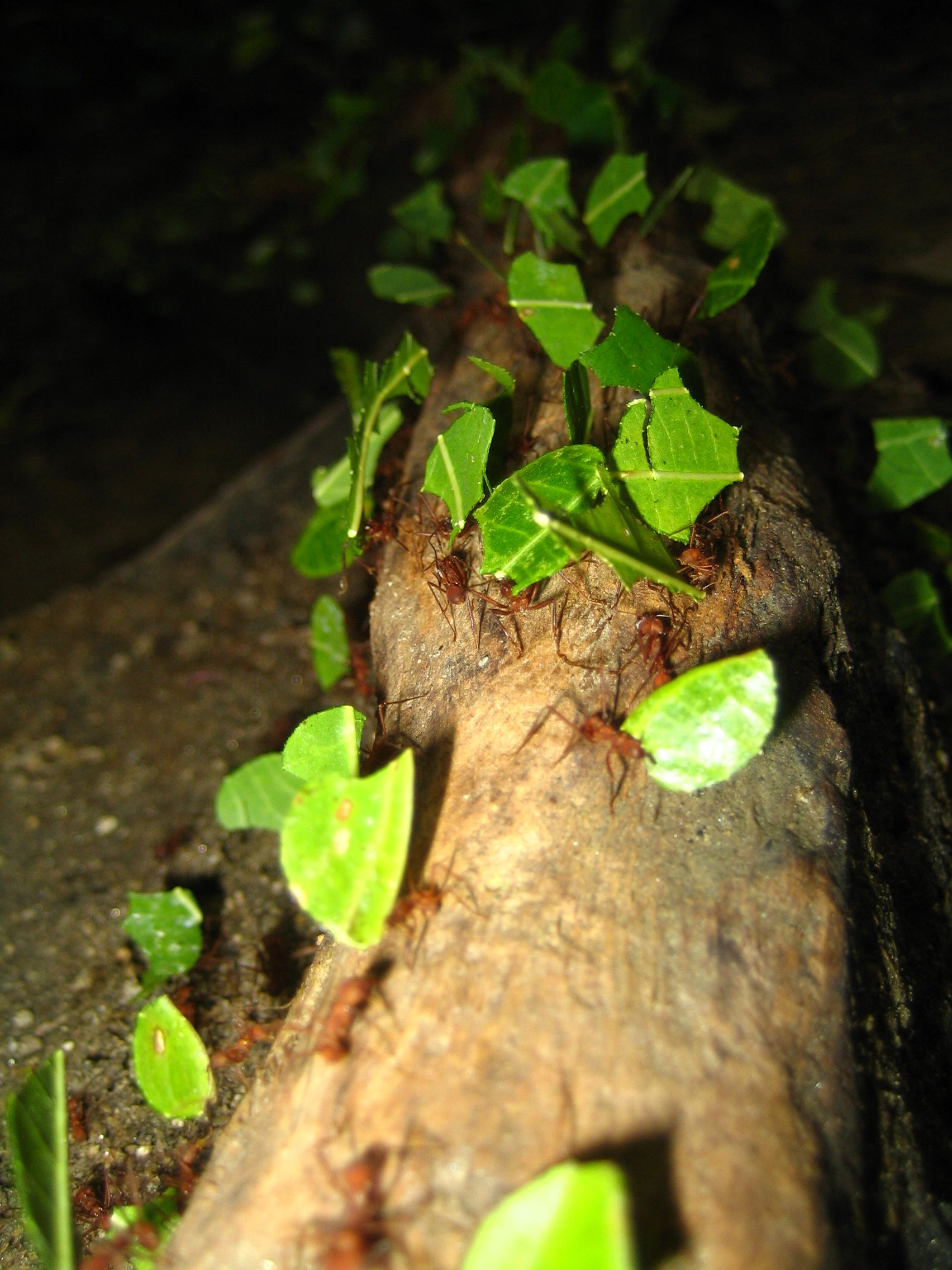
Fourmis atta transportant leurs morceaux de feuille

La colonie est maintenant prospère, en effet la reine pond à plein régime, tant et si bien que l'évolution de la colonie est exponentielle[réf. nécessaire]. Les ouvrières creusent une deuxième chambre, celle-ci va suivre le même cheminement de croissance que la première chambre. Tout d'abord à l'état de petite loge, de petits morceaux de champignon de la première chambre y sont transférés comme amorce. Ensuite les ouvrières le cultivent comme un champignon indépendant. Quand la deuxième chambre atteint son maximum, une troisième est construite et ainsi de suite...
Après un certain nombre de chambres à champignons (dans les dizaines) les fourmis entreprendront plusieurs nouvelles chambres en même temps.

## Des colonies géantes
Selon les espèces, elles vivent en petites colonies de quelques centaines de fourmis jusqu'aux immenses colonies d'Atta de plusieurs milliers voir millions d'individus. Les plus grosses colonies sont celles d' Atta sexdens et Atta sexdens rubropilosa, Atta vollenweideri qui peuvent atteindre de 4 à 8 millions d'individus. La dimension d'une seule fourmilière pouvant atteindre de 30 à 600 m² incluant l'érosion du sol environnant due aux coupes de végétaux et au nettoyage du sol que font les fourmis.

## Quelques espèces
Selon ITIS :
- Atta bisphaerica (Forel, 1908)
- Atta capiguara (Goncalves, 1944)
- Atta cephalotes (Linnaeus, 1758)

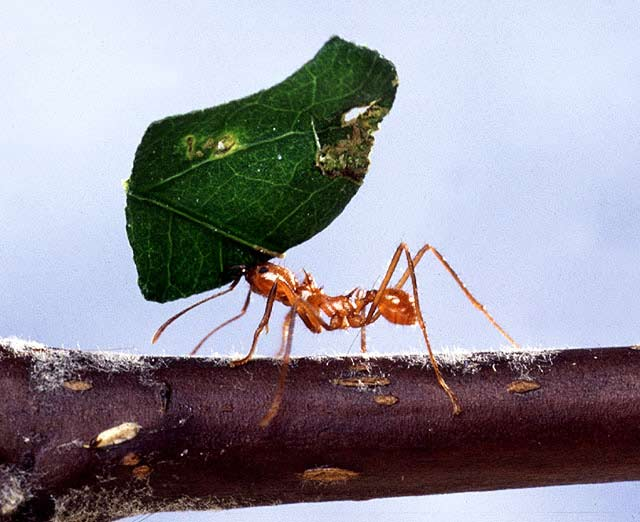
Atta sp., transportant une feuille.

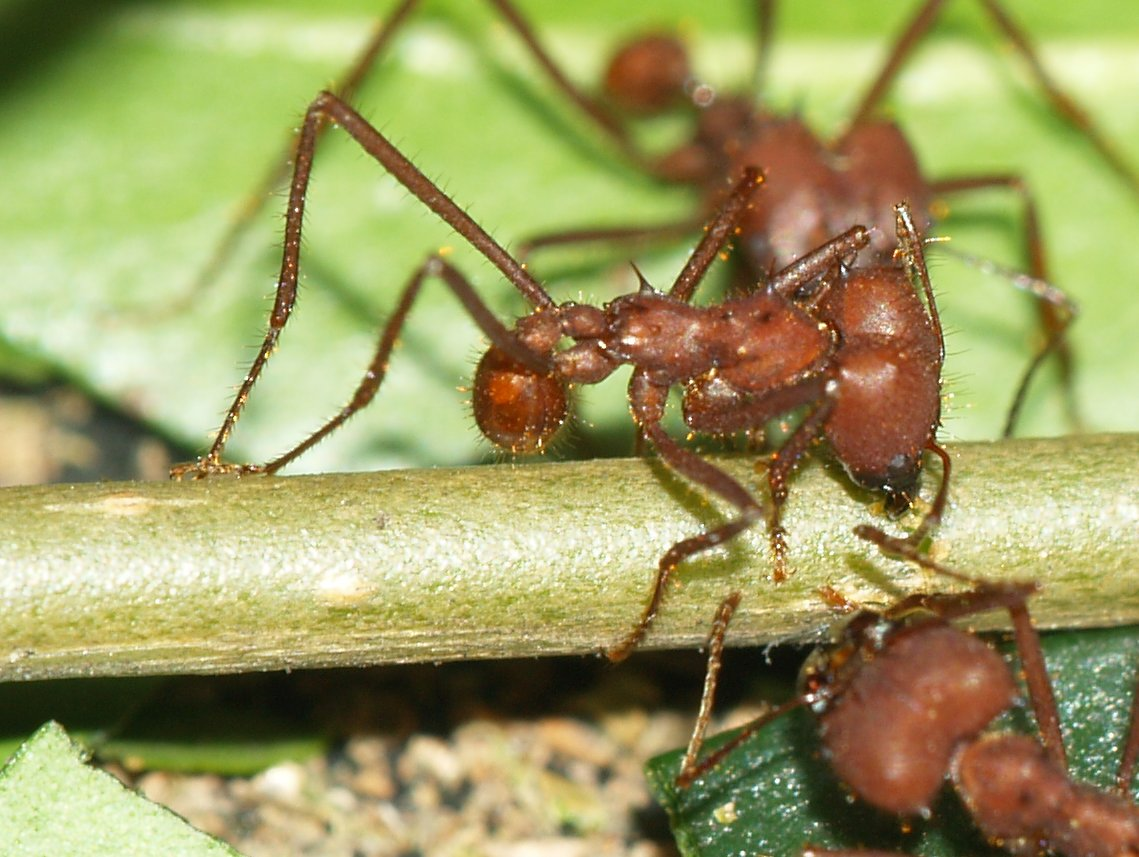
Atta cephalotes au travail

- Atta columbica (Guerin-Meneville, 1844)
- Atta dissimilis (Jerdon, 1851)
- Atta domicola (Jerdon, 1851)
- Atta goiana (Goncalves, 1942)
- Atta insularis (Guerin-Meneville, 1844)
- Atta laevigata (Smith, 1858) nom vernaculaire: bachacos
- Atta mexicana (Smith, 1858)
- Atta opaciceps (Borgmeier, 1939)
- Atta robusta (Borgmeier, 1939)
- Atta saltensis (Forel, 1913)
- Atta sexdens (Linnaeus, 1758)
- Atta sexdens rubropilosa (Forel, 1908)
- Atta silvae (Goncalves, 1983)
- Atta texana (en) (Buckley, 1860) — fourmi coupeuse de feuille du Texas[5]
- Atta vollenweideri (Forel, 1893)

Ces espèces peuvent cultiver différents champignons.